# Memphis (Floride)
Pour les articles homonymes, voir Memphis.
Memphis est une census-designated place du comté de Manatee, dans l'État de Floride, aux États-Unis,. En 2020, elle compte une population de 9 024 habitants.